# Moadon Kaduregel Beitar Tel Aviv
Il Moadon Kaduregel Beitar Tel Aviv (in ebraico מועדון כדורגל בית"ר תל אביב‎?), noto semplicemente come Beitar Tel Aviv, è stata una società calcistica di Tel Aviv (Israele).

## Storia
Fondato nel 1934, il Beitar colse i principali successi della sua storia nel primo decennio di vita, aggiudicandosi la Coppa di Stato nel 1940 (battendo in finale per 3-1 il Maccabi Tel Aviv) e nel 1942 (grazie al successo in finale contro il Maccabi Haifa, con il risultato record di 12-1).
Il 1º gennaio 1967 un incidente coinvolse due giocatori del Beitar Tel Aviv, Antonio Besozzi e Carlos Bustamante: il primo morì mentre il secondo subì gravi ferite che lo costrinsero al ritiro.
Nel 2000, militante in terza divisione, dopo diverse stagioni disputate nella massima serie, il club si fuse con lo Shimshon Tel Aviv, formando il Beitar Shimshon Tel Aviv.

## Palmarès

### Competizioni nazionali
- Coppa di Israele: 2

1939-1940, 1941-1942

### Altri piazzamenti
- Campionato israeliano:

Terzo posto: 1990-1991
- Coppa d'Israele:

Finalista: 1947, 1976-1977
- Liga Leumit:

Terzo posto: 1993-1994